# حمورابي الأول (يمحاض)
حمورابي الأول (امتد حُكمه ما بين عامي 1764-1750 ق م) ثالث ملكٍ ليمحاض (حلب) وُثقت سيرته.

## فترة شبابه
كان حمورابي الأول ابنًا للملك الحلبي ياريم-ليم الأول، أما والدته فهي الملكة عاشيرة، كان لحمورابي الأول أمين سرٍ خاصٍ به، وذلك بصفته ولياً لعهد مملكة يمحاض، و كان أمين السر هذا يُدعى سين-أبوشو حيث جاء ذكره ضمن الألواح التي عُثر عليها في بقايا مدينة ماري. لا يُعرف المزيد عن حياته السابقة لاعتلائه عرش يمحاضٍ الذي جاء عقب وفاة والده ياريم-ليم الأول في عام 1764 ق م.

## فترة حُكمه
توفي الملك ياريم-ليم الأول تاركًا لابنه مملكةً في أوج قوتها، ما جعل من حمورابي الأول أحد أقوى ملوك زمانه، فلا تهديداتٌ تقلقه أو تزعزع استقرار حكمه، فقد كان والده ياريم-ليم الأول قد أبرم حِلفين متينين مع كلٍ من بابل وإشنونة، فضلاً عن نجاحه في السيطرة على الخطر الذي لطالما مثلته مملكة قطنا.
استهل حمورابي الأول فترة حُكمه بتسيير قواتٍ من جيشه إلى بابل بهدف مد يد العون لحمورابي ملك بابل ضد سيوي-بالار-هوباك حاكم عيلام الذي جاء إلى بابل غازيا. سعى أموت-بي-إيل ملك قطنا إلى إبرام حلفٍ مع ملك عيلام، إلا أن زمري-ليم ملك ماري وحليف يمحاض المقرب تمكن من كشف المراسلات التي كانت تتم بين قطنا وعيلام محذرًا حمورابي الأول من مغبة السماح للملكين بإتمام تحالفهما، لذا فقد أُسر الرُسُل الذين كانوا في طريق عودتهم من قطنا إلى عيلام. بعد نجاح يمحاض وبابل في إلحاق الهزيمة بعيلام، قام حمورابي الأول ملك يمحاض بتسيير قواته صوب بابل لمساعدة ملكها حمورابي من جديد، ولكن في هذه المرة كانت مملكة لارسا هي المستهدفة.
كان للمساعدة الكبيرة التي منحها ياريم-ليم الأول لزمري-ليم ملك ماري لاستعادة مُلكه دوراً كبيراً في تحويل ماري إلى دولةٍ شبه تابعةٍ ليمحاض، إذ كان زمري-ليم يخاطب ياريم-ليم الأول في مراسالاته بلقب الأب، وقد ساعد هذا الوضع في إتاحة المجال لازدهار التجارة ما بين يمحاض وبابل، حيث كانت ماري تقع في منتصف الطريق بين المملكتين. قام حمورابي الأول في مناسبة وحيدة بإرسال 10000 مقاتل لمساعدة زمري-ليم، كانت سلطة يمحاض على ماري كبيرةً جدًا إلى درجةٍ دفعت ملك أوغاريت إلى الطلب من حمورابي الأول التدخل لدى زمري-ليم ليسمح له بزيارة قصر ماري ذائع الصيت.
انتهى التحالف السياسي والعسكري بين يمحاض و بابل إثر قيام بابل بغزو ماري وتدمير مملكتها في عام 1761 ق م، غير أن امتناع بابل عن التقدم بجيوشها صوب يمحاض، ساهم في الإبقاء على العلاقات الاقتصادية بين الطرفين، ولكن زوال مملكة ماري التي كانت تلعب دور الحامي للقوافل التجارية بين المملكتين، أدى إلى حدوث تراجعٍ كبير في النشاط التجاري. لاحقاً، نجح حمورابي الأول في ضم كركميش إلى ملكه.

## الوفاة والخلافة
توفي حمورابي الأول في العام 1750 ق م، وقد خلفه ابنه أبا-إيل الأول على عرش يمحاض، علمًا بأنه كان قد منح ابنه ياريم-ليم مدينة إريدو. أظهرت ألواح ألالاخ وجود ابنٍ آخر لحمورابي اسمه ناخوسي و يبدو أنه كان يحظى بمنصب رفيعٍ في بلاط ألالاخ.